# Рибакі (Картузький повіт)
Рибакі (пол. Rybaki, нім. Fischerhütte) — село в Польщі, у гміні Сомоніно Картузького повіту Поморського воєводства.
Населення — 279 осіб (2011).
У 1975-1998 роках село належало до Гданського воєводства.

## Демографія
Демографічна структура станом на 31 березня 2011 року:
|          | Загалом | Допрацездатний вік | Працездатний вік | Постпрацездатний вік |
| -------- | ------- | ------------------ | ---------------- | -------------------- |
| Чоловіки | 143     | 37                 | 90               | 16                   |
| Жінки    | 136     | 41                 | 73               | 22                   |
| Разом    | 279     | 78                 | 163              | 38                   |